# 可可尼諾縣
可可尼诺縣（英語：Coconino County）是美国亞利桑那州北部的一個縣，北鄰犹他州，位於弗拉格斯塔夫都會區內，面積48,332平方公里。根據2020年美國人口普查，共有人口14萬5,101人。縣治弗拉格斯塔夫。可可尼諾縣的面積為18,661平方英里（48,300平方），是美國面積第二大的縣份。可可尼諾縣的總面積比美國九個面積最小的州份要大。
科科尼诺縣的美洲原住民人口比例相對其他縣份來說很高（約30%），而大部分原住民為納瓦霍人。

## 歷史
可可尼諾縣成立於1891年2月19日。縣名是霍皮族對亞瓦派人和哈瓦蘇人的稱呼。
1883年，大西洋-太平洋鐵路完工，致使當時亞瓦派縣的北部地區開始急速發展。但是，當時亞瓦派縣的中心為位於南部的普雷斯科特，令到人們要疲於奔命地來往南北工作。因此，在北方工作的人極力票求在北方也設立一個中心。之後，這些人更要求將亞瓦派縣北部分割出來，成為一個獨立縣份。因此，這些人於1887年請求政府允許亞瓦派縣北部獨立成為一個縣份。這個願望最終於1891年實現了。

## 地理

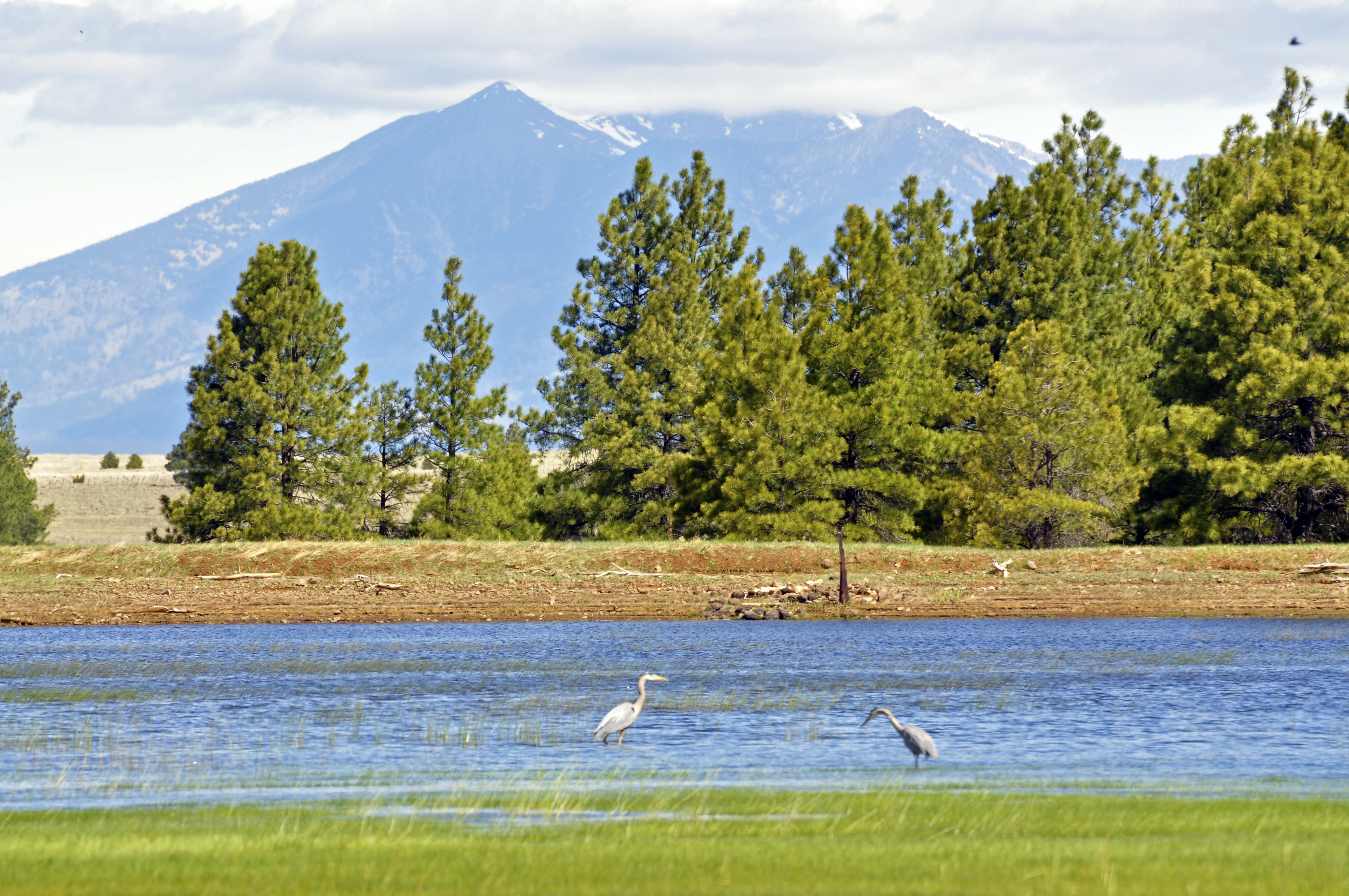
科科尼諾國家森林公園裡的大藍鷺

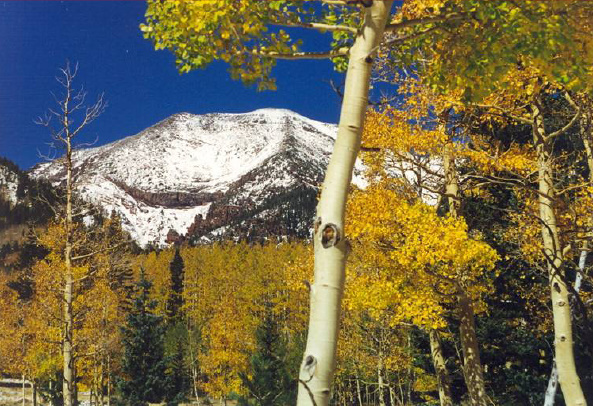
亚利桑那州的最高點，汉弗莱斯峰

根據2000年人口普查，可可尼諾縣總面積為18,661.21平方英里（48,332.3平方），其中有18,617.42平方英里（48,218.9平方），即99.77%為陸地；43.79平方英里（113.4平方），即0.23%為水域。可可尼諾縣是美國面積第二大的縣份，其面積僅次加利福尼亚州的聖貝納迪諾縣。可可尼諾縣的面積更加比康乃狄克州、特拉华州、夏威夷州、马里兰州、麻薩諸塞州、新罕布什尔州、新泽西州、羅德島州和佛蒙特州大。可可尼諾縣的最高點為汉弗莱斯峰，其海拔為12,637英尺（3,852米）。漢弗萊斯峰亦是亞利桑那州的最高點。

### 毗鄰縣
- 亞利桑那州 莫哈維縣：西方
- 亞利桑那州 亞瓦派縣：南方
- 亞利桑那州 希拉縣：南方
- 亞利桑那州 納瓦霍縣：東方
- 犹他州 聖胡安縣：東北方
- 猶他州 凱恩縣：北方

### 國家保護區
- 阿帕奇-希特格里夫斯国家森林（部分）
- 科科尼诺国家森林（部分）
- 格蘭峽谷國家遊樂區（英语：Glen Canyon National Recreation Area）（部分）
- 大峽谷國家公園（部分）
- 凯巴布国家森林（部分）
- 普雷斯科特国家森林（部分）
- 日落火山口國家紀念碑
- 紅崖國家紀念碑（英语：Vermilion Cliffs National Monument）
- 核桃峽谷國家紀念碑（英语：Walnut Canyon National Monument）
- 胡柏迪奇國家紀念碑（英语：Wupatki National Monument）[3]

## 人口
| 调查年                              | 人口    | 备注 | %±    |
| ----------------------------------- | ------- | ---- | ----- |
| 1900                                | 5,514   |      | —     |
| 1910                                | 8,130   |      | 47.4% |
| 1920                                | 9,982   |      | 22.8% |
| 1930                                | 14,064  |      | 40.9% |
| 1940                                | 18,770  |      | 33.5% |
| 1950                                | 23,910  |      | 27.4% |
| 1960                                | 41,857  |      | 75.1% |
| 1970                                | 48,326  |      | 15.5% |
| 1980                                | 75,008  |      | 55.2% |
| 1990                                | 96,591  |      | 28.8% |
| 2000                                | 116,320 |      | 20.4% |
| 2010                                | 134,421 |      | 15.6% |
| 2011年估计                          | 134,511 |      | 0.1%  |
| U.S. Decennial Census 2011 estimate |         |      |       |

### 2010年
根據2010年人口普查，可可尼諾縣擁有134,421居民。可可尼諾縣的人口是由61.7%白人、1.2%非裔、27.3%印地安人、1.4%亞裔、0.1%太平洋岛民、3.1%其他種族和5.2%混血构成。而西裔或拉美裔占了人口13.5%。

### 2000年
根據2000年人口普查，可可尼諾縣擁有116,320居民、40,448住戶和26,938家庭。。其人口密度為每平方英里6居民（每平方公里2居民）。可可尼諾縣擁有53,443間房屋单位，其密度為每平方英里3間（每平方公里1間）。可可尼諾縣的人口是由63.09%白人、28.51%印地安人、 1.04%非裔、0.78%亞裔、0.09%太平洋岛民、4.13%其他種族和2.36%混血构成。而西裔或拉美裔占了人口10.94%。而在全部居民當中，有8.59%母語為納瓦荷語，6.58%母語為西班牙語。
在40,448住户中，有34.90%擁有一個或以上的兒童（18歲以下）、49.70%為夫妻、12.20%為單親家庭、而有33.40%為非家庭。其中22.10%住户為獨居，4.50%為同居長者。平均每戶有2.80人，而平均每個家庭則有3.36人。在116,320居民中，有28.70%為18歲以下、14.40%為18至24歲、29.20%為25至44歲、20.70%為45至64歲以及7.00%為65歲以上。人口的年齡中位數為30歲，每100個女性就有99.70個男性。而每100個成年女性（18歲以上）就有97.20個成年男性。
可可尼諾縣的住戶收入中位數為$38,256，而家庭收入中位數則為$45,873。男性的收入中位數為$32,226，而女性的收入中位數則為$25,055。可可尼諾縣的人均收入為$17,139。約13.10%家庭和18.20%人口在貧窮線以下。